# Behren-lès-Forbach
Behren-lès-Forbach település Franciaországban, Moselle megyében. Lakosainak száma 6299 fő (2022. január 1.). Behren-lès-Forbach Bousbach, Etzling, Folkling, Forbach, Kerbach és Œting községekkel határos.

## Népesség
A település népességének változása:
| Lakosok száma | 12 512 | 11 152 | 10 073 | 9146 | 7847 | 6593 | 6562 | 6604 | 6571 | 6299 |
|               | 1968   | 1982   | 1999   | 2006 | 2011 | 2015 | 2017 | 2018 | 2020 | 2022 |